# Hideo Suzuki
Pour les articles homonymes, voir Suzuki (homonymie).
Hideo Suzuki (鈴木英夫, Suzuki Hideo), né le 10 mai 1916 à Gamagōri et mort le 2 mai 2002, est un réalisateur et un scénariste japonais.

## Biographie
Hideo Suzuki a fait ses études à l'université Nihon.
Il a réalisé 36 films et écrit 7 scénarios entre 1941 et 1968.

## Filmographie
Sauf indication contraire, la filmographie de Hideo Suzuki est établie à partir de la base de données JMDb.

### Comme réalisateur
La mention « +scénariste » indique que Hideo Suzuki est aussi auteur du scénario.
- 1947 : Futari de miru hoshi (二人で見る星?) +scénariste
- 1950 : Kumo no machi (蜘蛛の街?)
- 1951 : Koi no Oranda saka (恋の阿蘭陀坂?)
- 1951 : Saijōke no kyōen (西城家の饗宴?)
- 1952 : Hanaogi sensei to Santa (花荻先生と三太?)
- 1952 : Assassin présumé (殺人容疑者, Satsujin yōgisha?)[3]
- 1952 : Cadre de troisième classe 2 (続三等重役, Zoku santō jūyaku?)[4]
- 1953 : Shi no tsuiseki (死の追跡?)
- 1954 : Wakai hitomi (若い瞳?)
- 1954 : Mako osorubeshi (魔子恐るべし?)
- 1954 : Ren'ai tokkyū (恋愛特急?) coréalisé avec Toshio Sugie
- 1955 : Fumetsu no nekkyū (不滅の熱球?)
- 1955 : Ō bantō kobantō (大番頭小番頭?)
- 1955 : Les Baisers (くちづけ, Kuchizuke?) (2e segment)
- 1956 : Kyatsu o nigasuna (彼奴を逃すな?) +scénariste
- 1956 : Chiemi no hai hīru (チエミの婦人靴?)
- 1956 : Aoi me (青い芽?) (court métrage)
- 1956 : Jun'ai (殉愛?) +scénariste
- 1957 : Meshiro Sanpei monogatari: Uchi no nyōbō (目白三平物語 うちの女房?)
- 1957 : Kiken na eiyu (危険な英雄?)
- 1957 : Datsugoku-shū (脱獄囚?)
- 1958 : Hana no bojō (花の慕情?)
- 1959 : Le Phare (燈台, Tōdai?)
- 1959 : Shain burai: Dogō hen (社員無頼 怒号篇?)
- 1959 : Shain burai: Hangeki hen (社員無頼 反撃篇?)
- 1960 : Hijō toshi (非情都市?)
- 1960 : Salary man Mejiro Sanpei: Nyōbō no kao no maki (サラリーマン目白三平 女房の顔の巻?)
- 1960 : Salary man Mejiro Sanpei: Teishu no tameiki no maki (サラリーマン目白三平 亭主のためいきの巻?)
- 1961 : Kuroi gashū dainibu: Kanryū (黒い画集 第二話 寒流?)
- 1962 : La Femme de là-bas (その場所に女ありて, Sono basho ni onna arite?)[5] +scénariste
- 1962 : Long Way to Okinawa (旅愁の都, Ryoshū no miyako?)
- 1963 : Yabunirami Nippon (やぶにらみニッポン?)
- 1963 : Akatsuki no gasshō (暁の合唱?)
- 1965 : Aku no kaidan (悪の階段?) +scénariste
- 1966 : Sanhiki no tanuki (３匹の狸?)
- 1967 : Bakushiyō yarō: Daijiken (爆笑野郎 大事件?)

### Comme scénariste
- 1941 : Bodai (母代?) de Shigeo Tanaka
- 1968 : Kyubi no kitsune to tobimaru (九尾の狐と飛丸?) de Shin'ichi Yagi (conjointement avec Yasuzō Masumura)